# Linia kolejowa Ankara – Stambuł
Linia kolejowa Ankara – Stambuł – linia kolejowa dużych prędkości pomiędzy dworcem w Ankarze i dworcem Haydarpaşa w Stambule. 11 lutego 2015 r. wyruszyły pociągi YHT łączące Ankarę ze Stambułem. Nie docierają one jeszcze do centrum metropolii nad Bosforem, a jedynie do peryferyjnej dzielnicy Pendik, skąd do centrum Stambułu można się dostać metrem. Sytuacja unormuje się po zakończeniu budowy tunelu kolejowego pod cieśniną Bosfor wraz z przyległymi odcinkami kolei podmiejskiej (projekt Marmaray).
Według serwisu tureckiego przewoźnika narodowego Ankarę i Stambuł łączy 5 bezpośrednich pociągów YHT (dosł. KDP), czas podróży wynosi 4 godziny. Maksymalna prędkość osiągana jest właściwie tylko na dotychczasowym odcinku linii dodatkowo 2 połączenia z przesiadką w Eskişehir. Otwarcie północnego odcinka tureckiej KDP pozwoliło też w rekordowym czasie połączyć Stambuł i Konyę, 2 bezpośrednie pociągi pokonują odległość 700 km w 4 godziny i 15 minut.